# 페데리코 피오바카리
페데리코 피오바차리(이탈리아어: Federico Piovaccari, 1984년 10월 10일, 이탈리아 갈라라테 ~ )는 이탈리아의 축구 선수이고 세리에 C의 ACR 메시나에서 뛰고있다.